# Aldo Belleni Morante
Aldo Belleni Morante (Firenze, 22 gennaio 1938 – Firenze, 20 giugno 2009) è stato un matematico italiano e professore ordinario di Fisica-Matematica presso l'Università degli Studi di Firenze.

## Biografia
Laureato in Fisica nel 1961, a 33 anni ottiene una cattedra presso la Facoltà di Scienze dell'Università degli Studi di Bari. Dal 1974 insegna presso la Facoltà di Ingegneria dell'Università degli Studi di Firenze di cui nel 1996 diviene Decano. Dal 2000, sempre presso l'Università di Firenze, è coordinatore del Dottorato di Ricerca in Ingegneria Civile e Ambientale e dal 2005 direttore della Scuola di Dottorato in Ingegneria Civile del Rischio Ambientale e dei Materiali.
Sono state significative e proficue le sue esperienze di ricerca e di docenza presso prestigiose università straniere: in qualità di NATO Fellow presso il Physics Department della Università dell'Illinois (Urbana, Illinois, USA, 1968-1969), di Senior Visiting Fellow del British Council presso il Mathematical Institute dell'Università di Oxford, (Oxford, Inghilterra, UK, 1976), di Visiting Professor presso la University of Kwazulu-Natal (Durban, Sudafrica, 1994) e dal 1995 Permanent Visiting Professor presso il Department of Mathematics and Statistics dell'Università di Strathclyde (Glasgow, Scozia, UK).

## Attività scientifica
Vari ed innovativi sono stati i campi di ricerca di Belleni Morante. Dopo un iniziale interesse per argomenti classici della meccanica, la sua ricerca ha riguardato la fisica dei reattori nucleari, problemi di trasporto di particelle (neutroni, fotoni, elettroni), traffico veicolare, biomatematica, astrofisica, problemi inversi.
Aldo Belleni Morante è stato un esperto a livello mondiale nel campo della teoria dei semigruppi di operatori, ha introdotto e studiato per primo i semigruppi B-limitati e li ha applicati a problemi evolutivi e stazionari, lineari e non lineari.
È stato uno dei primi studiosi italiani ad utilizzare metodi di analisi funzionale e strumenti matematici molto sofisticati per la determinazione della soluzione di problemi fisico-matematici. Precursore in questo campo, ha pubblicato numerosi libri e articoli di successo che hanno poi aperto la strada ad altri.
L'approccio di Belleni Morante, forse per la laurea in Fisica e l'esperienza di insegnamento nella Facoltà di Ingegneria, è stato quello di un matematico applicato: di un problema complicato sapeva scrivere un modello matematico semplice, per poi derivarne in maniera rigorosa una soluzione.
Allo stesso tempo sapeva affrontare problemi matematici con chiarezza e semplicità rendendo quasi visibili, con esempi ed applicazioni, concetti complicati ed oltremodo astratti.
Il 25 gennaio 2010 Aldo Belleni Morante è stato premiato con il "riconoscimento accademico con medaglia di Ateneo fiorentino per aver svolto oltre 40 anni di servizio e per il costante impegno e la capacità a consolidarne il prestigio di Ateneo". Il premio è stato consegnato alla moglie Dimitra Babalis, docente presso la Facoltà di Ingegneria dell'Università di Firenze.
Belleni Morante ha inoltre fatto parte della commissione del Premio Tesi di Dottorato istituito nel 2007 dalla Firenze University Press, casa editrice dell'Ateneo fiorentino. Il premio viene assegnato annualmente a cinque tesi di Dottorato fra quelle discusse nei vari Dottorati dell'Università degli Studi di Firenze.

## Opere
- Applied semigroups and evolution equations, Oxford Mathematical Monographs. The Clarendon Press, Oxford University Press, New York, 1979. XV+387 pp. ISBN 0-19-853529-5
- A Concise Guide to Semigroups and Evolution Equations, Series on Advances in Mathematics for Applied Sciences, World Scientific Publishing Co. Inc., River Edge, NJ, 1994. XIV+164 pp. ISBN 981-02-1294-1
- Applied nonlinear semigroups. An introduction (con A.C. McBride), Wiley Series in Mathematical Methods in Practice, John Wiley & Sons Ltd., Chichester, 1998. XII+275 pp. ISBN 0-471-97867-1
- Elementi di Meccanica dei Continui (con D. Canarutto), Carocci Editore, 2008. 199 pp. ISBN 978-88-430-4509-9

## Opere in onore
- Mathematical Methods in the Applied Sciences, vol. 33, n. 10, 2010, Elsevier
- Physica D: Nonlinear Phenomena, vol. 239, n. 15, 2010, Wiley-Blackwell